# Antanosy
De Antanosy, regelmatig afgekort als Tanosy zijn een etnische groep in Madagaskar. Veel etnologen classificeren de Antanosy als een subgroep van de Antandroy. De naam Antanosy is Malagassisch voor 'mensen van het eiland' en verwijst naar een eiland in de rivier de Fanjahira, die door hun leefgebied stroomt.

## Verspreiding
De Antanosy leven in het zuidoosten van Madagaskar, voornamelijk rond Fort Dauphin, de hoofdstad van Anosy die ze zelf Tôlanaro noemen: 'plaats van de botten'. Ook leven er Antanosy langs de rivier de Onilahy, in de districten Manja, Miandrivazo en op het eiland Nosy Be.

## Geschiedenis
De Antanosy worden door etnologen als een subgroep van de Antandroy gezien. Islamitische Antanosy kennen een legende doe verhaalt over een zekere Raminia, die vanuit Mekka naar Madagaskar reisde en zich hier aan de zuidkust vestigde.

### Portugese jezuïeten
Aan het begin van de 17 eeuw bereikten geruchten Portugal dat Portugese schipbreukelingen zich gevestigd zouden hebben in de nabijheid van Tôlanaro. Tussen 1613 en 1620 werden een aantal Portugese jezuïeten naar Madagaskar gezonden om hen te zoeken, waaronder Luis Mariano. De jezuïeten begonnen vriendschappelijke betrekkingen aan te gaan met de Antanosy en de Antanosy-koning Tsiambany, in de hoop dat zij hen konden helpen met hun zoektocht. Ze onderwezen de Antanosy het katholicisme en maakte hen vertrouwd met de westerse cultuur, maar de zoektocht zelf boekte weinig vooruitgang. Sterker nog, Luis Mariano begon te vermoeden dat Tsiambany de zoektocht saboteerde. Uiteindelijk werd het zoeken gestaakt en keerden de jezuïeten terug naar Europa, weliswaar zonder de schipbreukelingen, maar een schat aan informatie rijker betreffende de Antanosy.

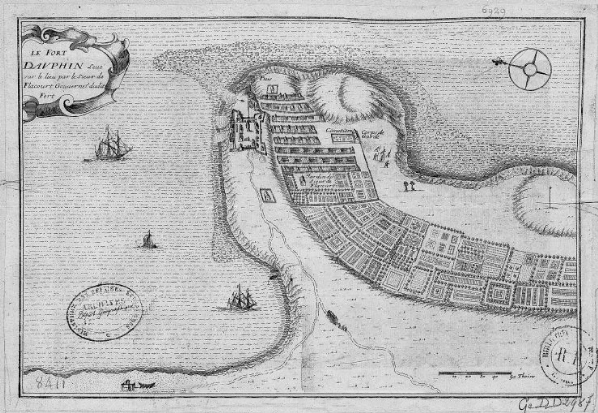
Fort Dauphin in 1650 (bibliothèque nationale de France)

### Fort Dauphin
In 1643 werd in Tôlanaro een Franse kolonie gesticht en kreeg het de naam Fort Dauphin, genoemd naar de Dauphin van Frankrijk, Lodewijk XIV. De haven was moeilijk in te varen en tot op de dag van vandaag zijn er scheepswrakken uit allerlei periodes te zien. De Fransen probeerden een nieuwe noordelijkere kolonie te stichten, maar er stierven zoveel kolonisten aan de malaria dat ze het opgaven en terugkeerden naar Fort Dauphin. 
Étienne de Flacourt was gouverneur van Fort Dauphin van 1648 tot 1655 en onder zijn leiding was er vrede en tevredenheid. Veel kolonisten gingen huwelijken aan met Antanosy-vrouwen en de betrekkingen tussen de Fransen en de Antanosy verliepen soepel. Etienne de Flacourt was erg geïnteresseerd in de Malagassische cultuur, later schreef hij zijn bevindingen op in een boek dat ons nu een diep inzicht geeft over de geschiedenis van Madagaskar, getiteld Histoire de la Grande Isle Madagascar. 
Na het vertrek van Étienne de Flacourt verslapte door interne conflicten de goede verstandhouding tussen de kolonisten en de Antanosy. De Antanosy en hun buren, de Antandroy, hadden geen lust meer om zich te onderwerpen aan de Fransen en deden hoe langer hoe meer waar ze zin in hadden. Manangue, de koning van de rivier de Mandrake, viel regelmatig Franse nederzettingen en het Fort Dauphin zelf aan. 

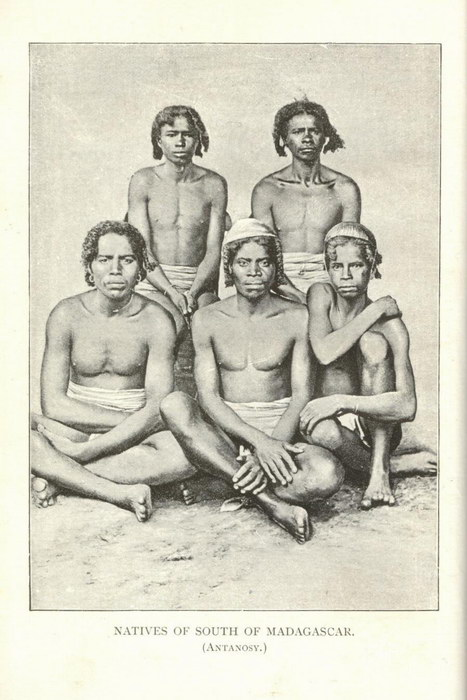
Illustratie van Antanosy uit Madagascar or Robert Drury's Journal

In 1674 arriveerden in Fort Dauphin een schip uit Frankrijk met vijftien Franse weesmeisjes, alle tussen de vijftien en achttien jaar. Deze zending was bedoeld om de Franse kolonisten vrouwen te verschaffen en zo de kolonie te stabiliseren. Veel kolonisten verloofden zich met de weesmeisjes en stuurden hun Antanosy-vrouwen terug naar hun dorp. Later arriveerde nog een schip met weesmeisjes, en ook zij verloofden zich met de Franse kolonisten. Op 27 augustus zouden alle huwelijken tegelijk worden ingezegend. Die dag kwamen de weggestuurde vrouwen terug in Fort Dauphin en namen Antanosy-krijgers mee. 75 Fransen werden gedood, de overige 63 konden ontkomen. Op 9 september 1674 verbrandden de kolonisten hun fort en opslagplaatsen en zeilden terug naar Frankrijk.

### Inval van de Merina
In 1825 werd het grondgebied van de Antanosy ingenomen door de Merina-koning Radama I. Hij herbouwde Fort Dauphin en vestigden er Merina-gouverneurs om belasting te heffen van de bewoners van de oostkust. Veel Antanosy vluchtten hierop naar de riviervallei van de Onilahy en het district Bezaha. De Merina bleven in Fort Dauphin tot de inname van Madagaskar door de Fransen in 1895.

## Maatschappij
De Antanosy leven in clans, elk met hun eigen opperhoofd. Ze leven voornamelijk van het verbouwen van rijst en het houden van vee.

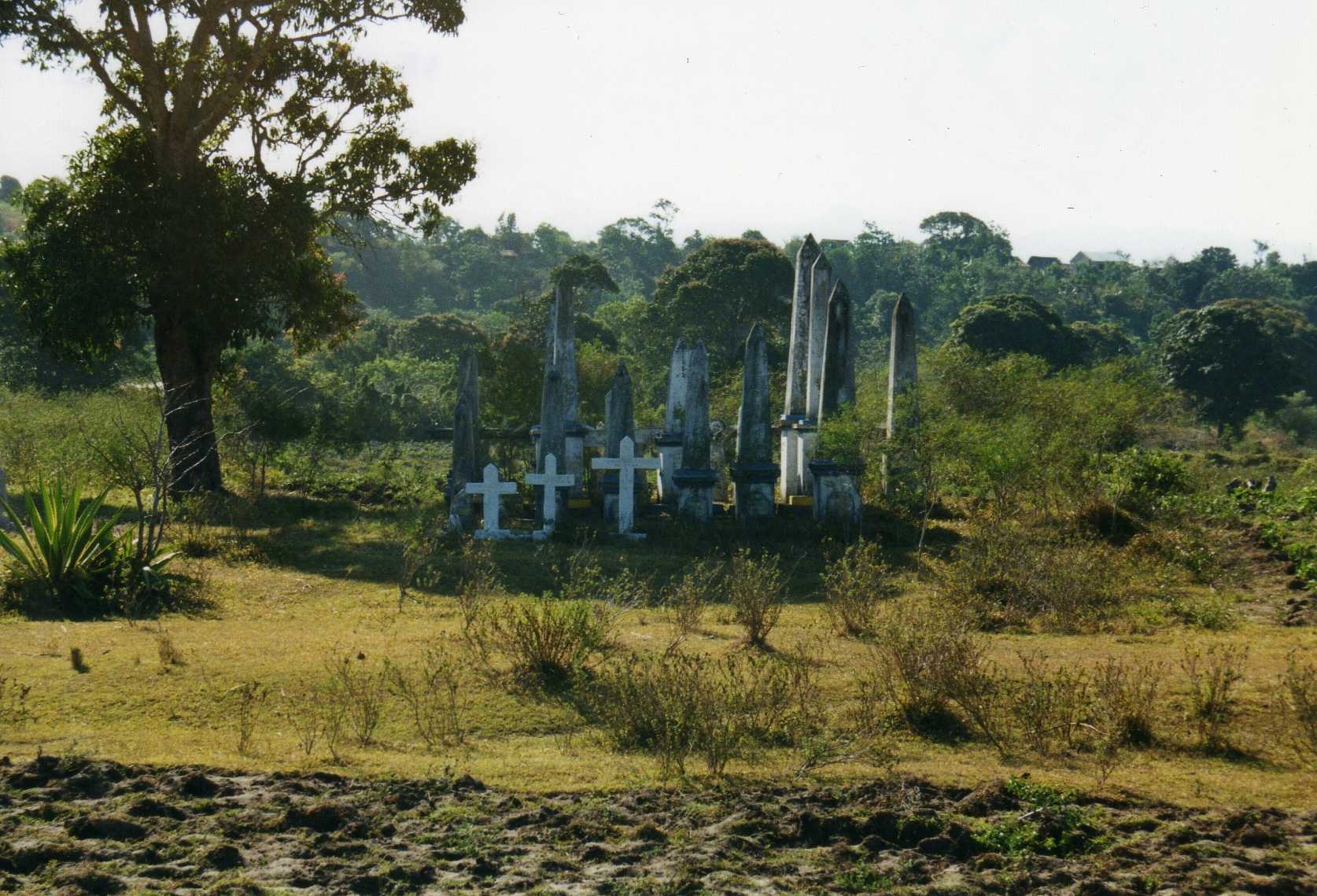
Antanosy-tombe langs de weg tussen Fort Dauphin en Amboasary

## Cultuur en religie
Dankzij de invloed die de Fransen op de Antanosy uitoefenden, zijn ze niet onbekend met het christendom. Toch heeft het animisme nog steeds een grote invloed op hun leven en veel Antanosy belijden beide religies tegelijkertijd. Het is niet ongebruikelijk om op een kerkhof kruizen naast de traditionele stenen zuilen te zien. Net als de Mahafaly en de Antandroy kennen de Antanosy het gebruik van aloalo, houten beeldjes gemaakt ter gelegenheid van de begrafenis. De Antanosy bewaren deze echter in een heilige plaats buiten het graf, in tegenstelling tot de Mahafaly en de Antandroy die ze rond de zuil neerzetten.

### Fady
Net als bij de meeste etnische groepen in Madagaskar wordt het leven van de Antanosy beheerst door fady, het verbod op bepaalde handelingen. Gedurende een begrafenis mag er bijvoorbeeld geen vlees worden gegeten en tombes dienen enkel door naakte mannen te worden geopend. Een Antanosy-man mag niet lopen of zitten op de mat van zijn zuster en een zwangere vrouw mag niet in de deuropening zitten, geen dierenhersenen eten, niet met mannen converseren en geen kinderloze volwassenen in haar woning laten logeren. Erg ongemakkelijk is de fady betreffende het graven van gaten voor de fundamentpalen van een woning; dit dient in een zittende houding verricht te worden.